# Vénus de Badalone
La Vénus de Badalone est une sculpture de marbre, datée du Ier siècle, conservée au Musée de Badalone, situé dans la ville de Badalone, en Catalogne.

## Description
La statue, réalisée en marbre, représente la déesse Vénus, divinité féminine de l'amour, de la beauté et de la fécondité.

## Historique

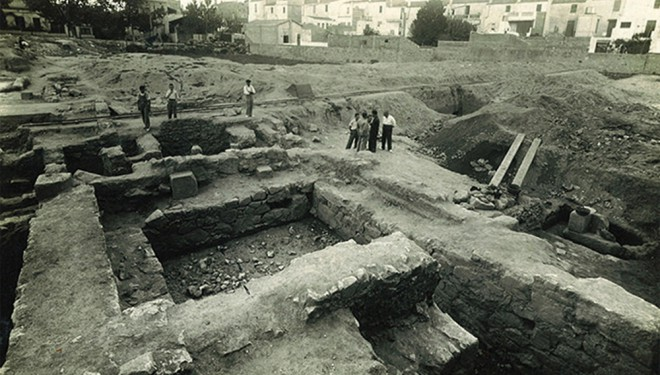
Fouilles du Clos de la Torre (1934).

La statue a été découverte le 26 novembre 1934 dans un  ancien égout romain, sous la Seconde République espagnole.

## Postérité

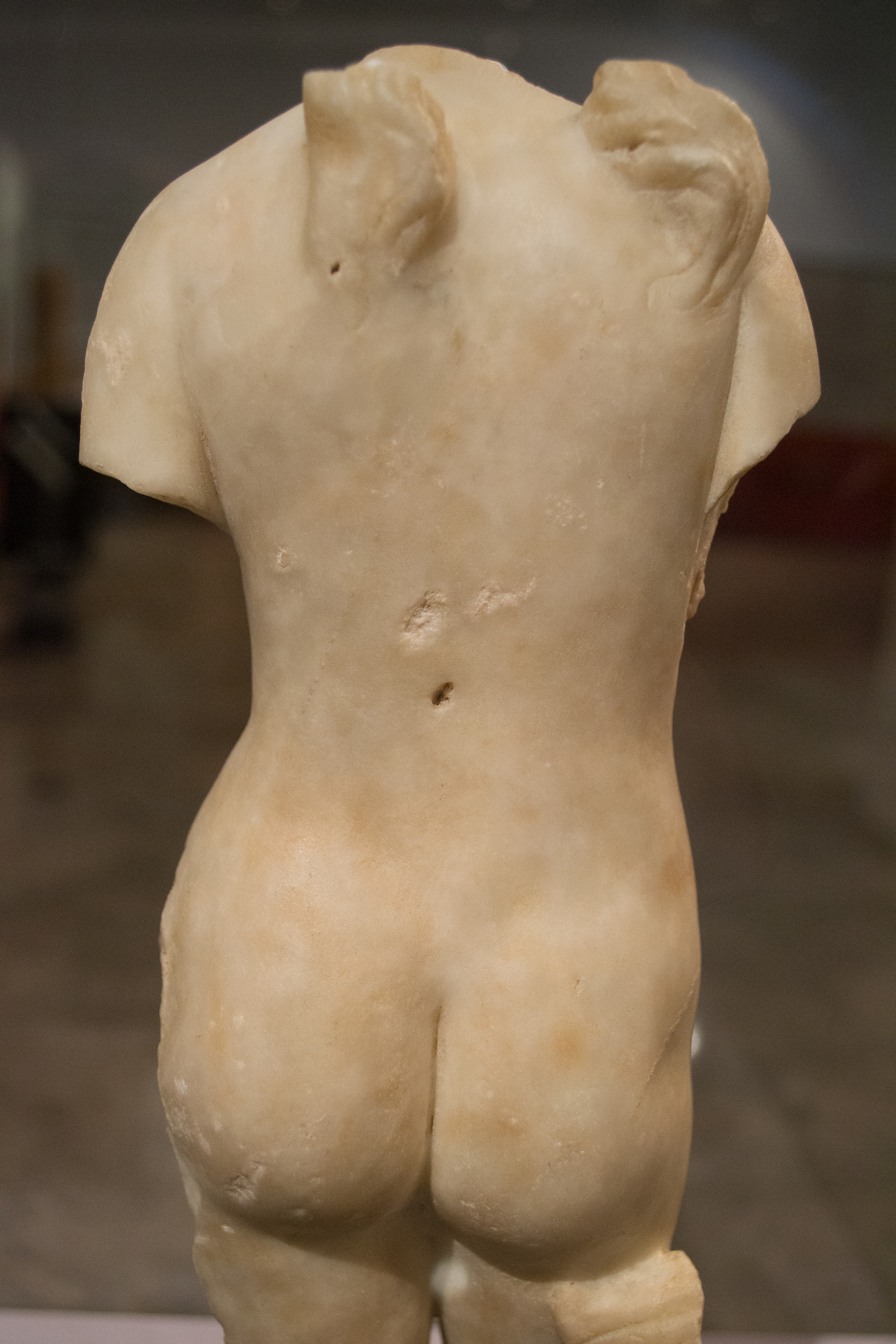
La statue de dos, Musée de Badalone.

La statue fait partie des icônes archéologiques de la ville de Badalone.
Elle a donné son nom à un prix du FILMETS Badalona Film Festival, festival de cinéma de la ville de Badalone,.